# Krymplingen
Krymplingen (engelska: The Adventure of the Crooked Man) är en av Sir Arthur Conan Doyles 56 noveller om detektiven Sherlock Holmes. Novellen publicerades första gången 1893. Krymplingen ingår i novellsamlingen The Memoirs of Sherlock Holmes. Doyle själv rankade novellen som den femtonde bästa av hans noveller om Holmes.